# Saison 2 de Roswell, New Mexico
 (mai 2020).
Si vous disposez d'ouvrages ou d'articles de référence ou si vous connaissez des sites web de qualité traitant du thème abordé ici, merci de compléter l'article en donnant les références utiles à sa vérifiabilité et en les liant à la section « Notes et références ».
Chronologie
Saison 1 Saison 3
Cet article présente les treize épisodes de la deuxième saison de la série télévisée américaine Roswell, New Mexico.

## Généralités
Elle présente l'univers de la série et met en place les principales intrigues, centrées sur les personnages d'Isobel, Max et Mickael, leur histoire et leur entourage. Elle a pour but de définir les relations entre les différents personnages de l'histoire, tout autour d'un univers de science-fiction.

### Synopsis
Liz Ortecho, revient dans sa ville natale, Roswell, au Nouveau-Mexique après l'avoir quitté 10 ans auparavant à la mort de sa sœur, Rosa.
Sur le chemin, elle se fait arrêter par Max Evans, son ancien partenaire de labo et ami devenu policier. Heureuse de le retrouver, elle l'invite à boire un milk-shake au resto de son père. C'est au cours de ces retrouvailles qu'elle reçoit une balle qui visait le restaurant en représailles.
À priori sa sœur serait morte en conduisant sous l'emprise de la drogue et en emportant 2 jeunes filles avec elle.
Max ne supporte pas de la voir mourir sous ses yeux et sans plus réfléchir, il prend le risque de dévoiler ses pouvoirs pour sauver la vie de celle qu'il aime depuis toujours. Il renverse du ketchup à l'endroit de l'impact avant qu'elle ne reprenne conscience mais elle remarque immédiatement le trou dans son tablier. Confuse et persuadée d'avoir été touchée, elle va passer tout un tas d'examens. Bien sûr, Kyle, son ex petit-ami du lycée devenu médecin à Roswell ne trouve rien mais devant l'évidence de son tablier troué, elle doute de sa santé mentale et va trouver Max. Dans ces conditions, il n'a pas le cœur de lui mentir.
Il lui avoue être l'un des survivants du crash de 1947 en l'emmenant dans le désert, là où il s'est réveillé à la fin des années 1980 avec sa sœur Isobel et son ami Michael sans aucun souvenir après 50 années de stase.

## Distribution

### Acteurs principaux
- Jeanine Mason : Liz Ortecho
- Nathan Parsons : Max Evans
- Lily Cowles : Isobel Evans
- Michael Vlamis : Michael Guerin
- Tyler Blackburn : Alex Manes
- Michael Trevino : Kyle Valenti
- Heather Hemmens : Maria DeLuca

Photos des acteurs
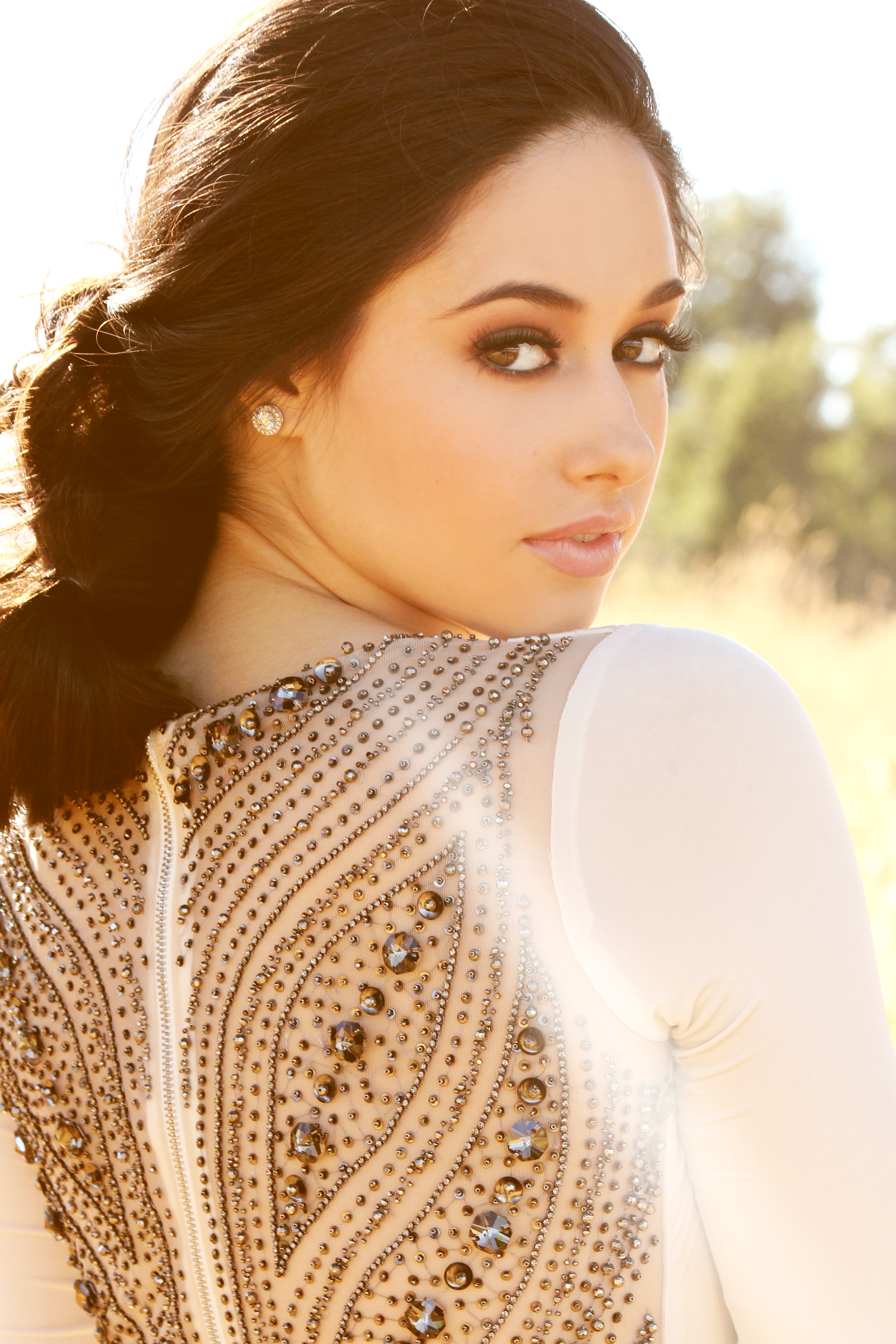
Jeanine Mason
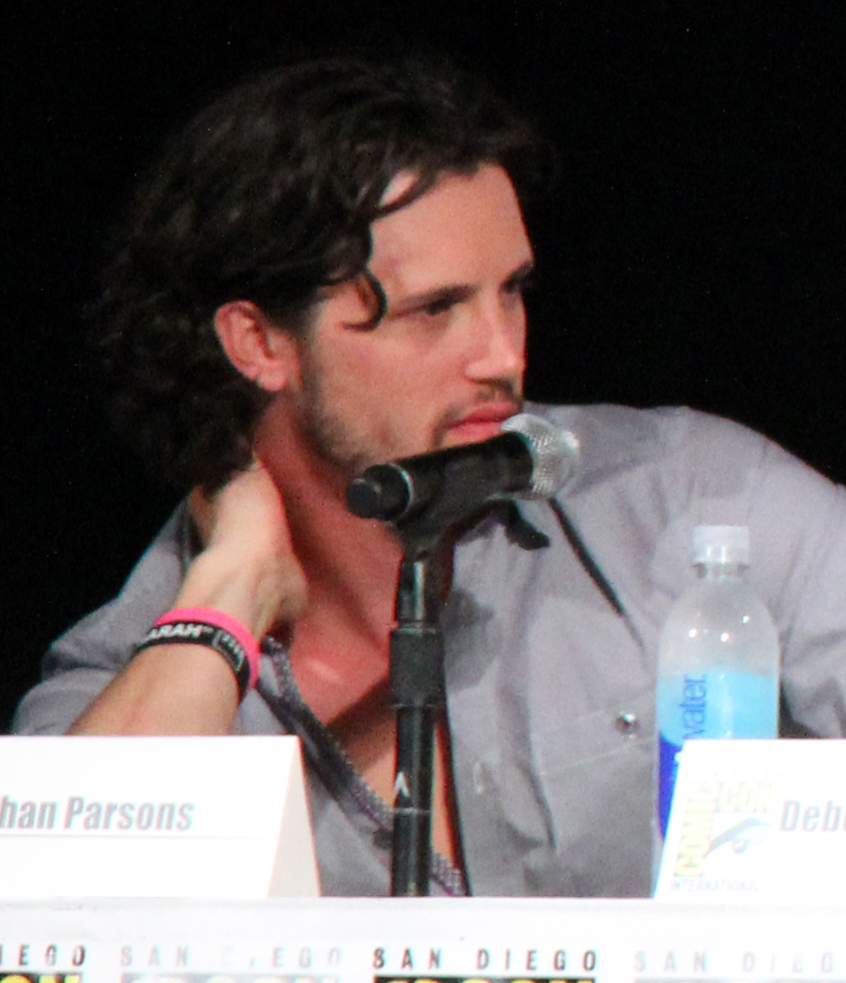
Nathan Parsons
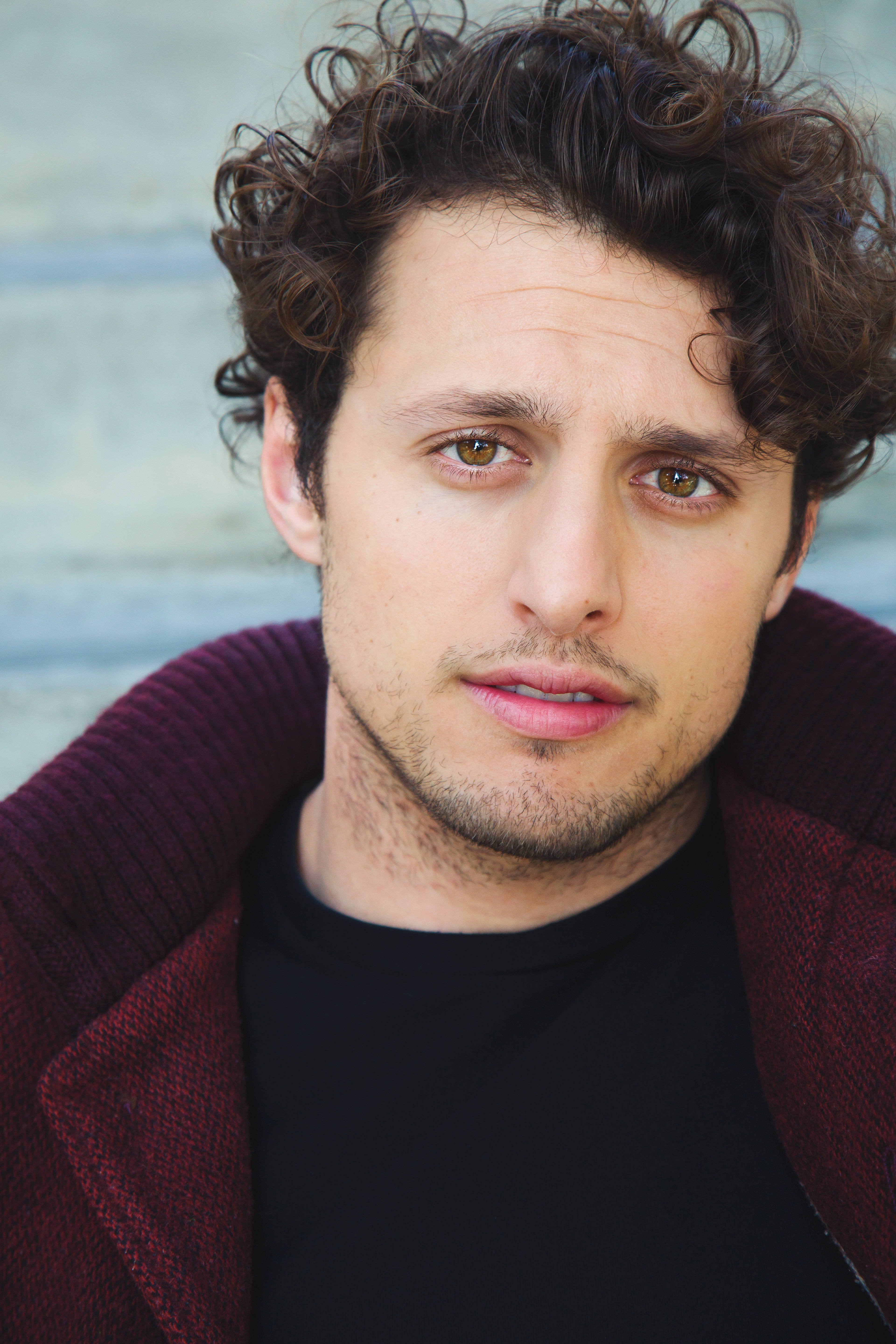
Michael Vlamis
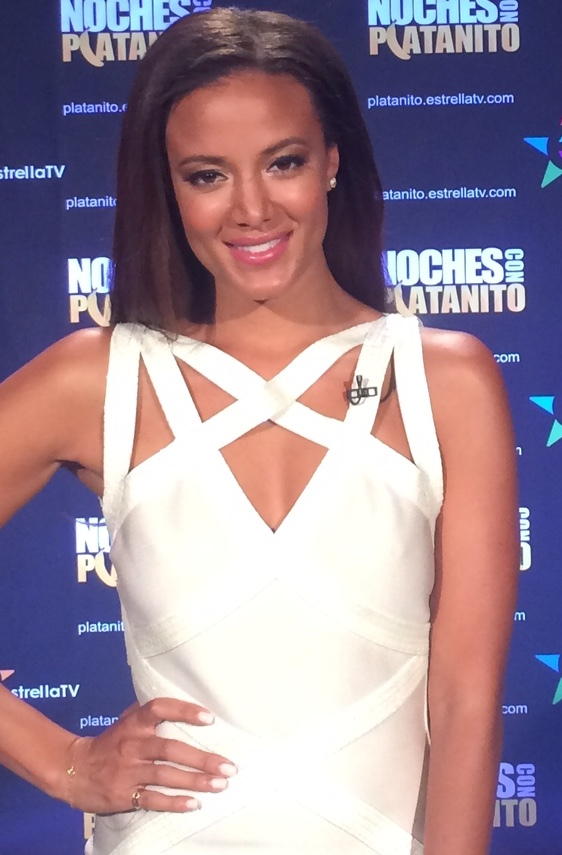
Heather Hemmens
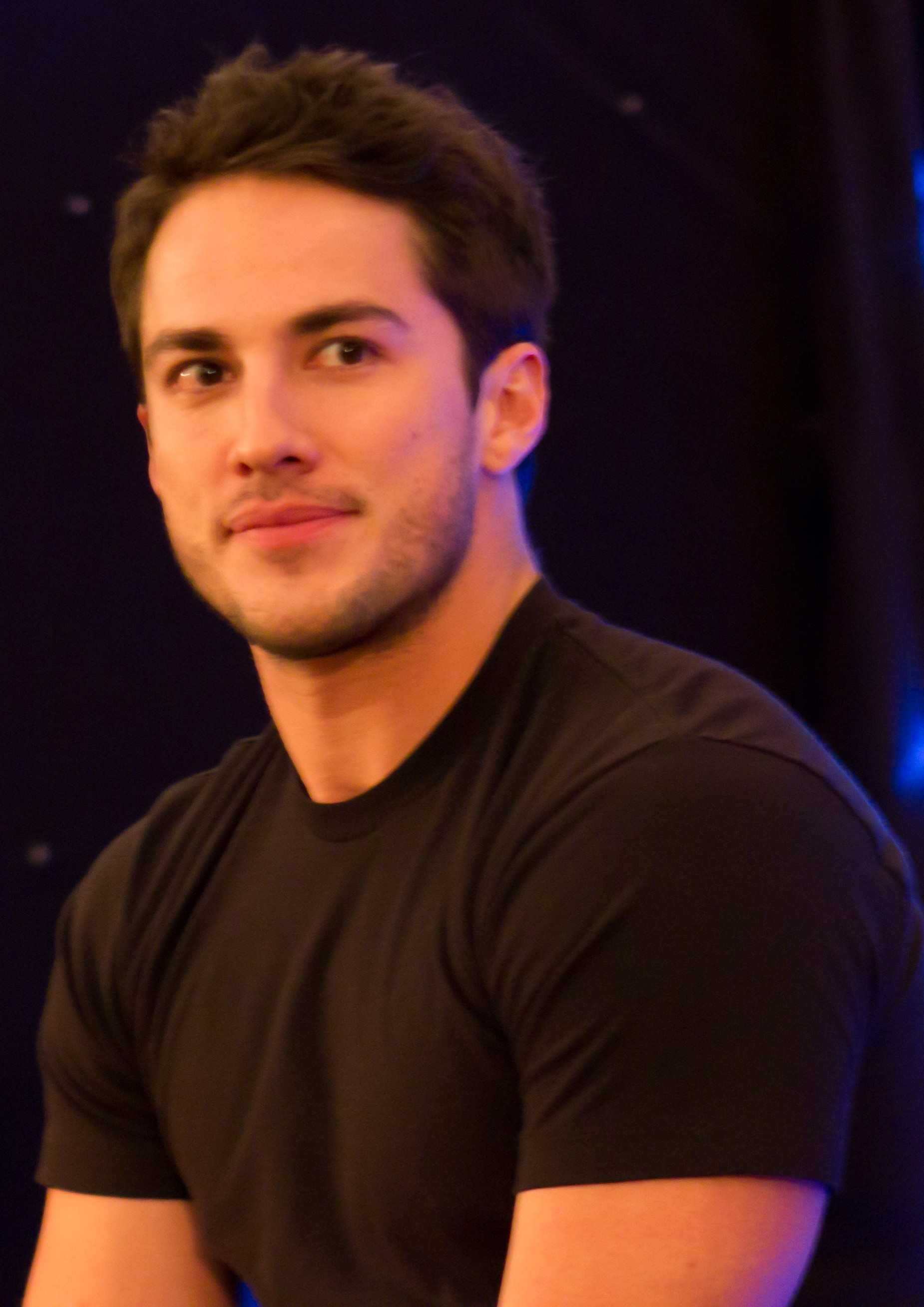
Michael Trevino
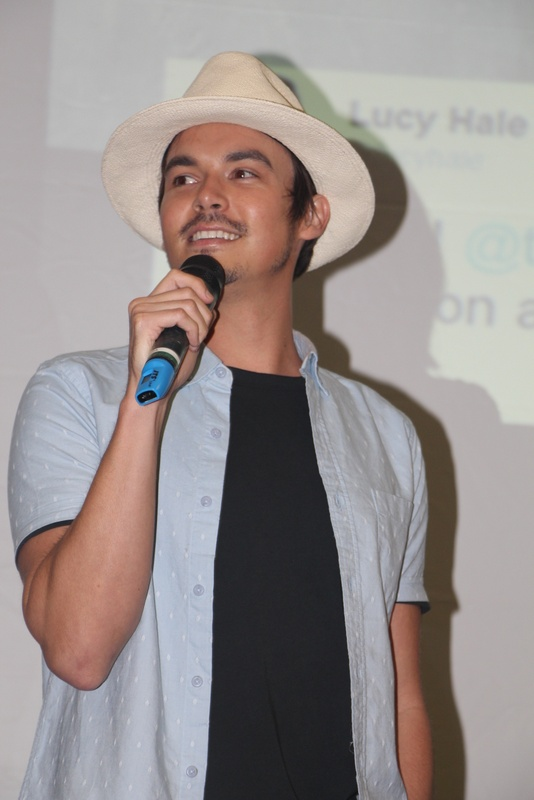
Tyler Blackburn

### Acteurs récurrents
- Karan Oberoi : Noah Bracken
- Rosa Arredondo : Shérif Valenti
- Trevor St. John : Jesse Manes
- Carlos Compean : Arturo Ortecho
- Riley Voelkel : Jena Cameron
- Amber Midthunder : Rosa Ortecho
- Sherri Saum : Mimi DeLuca
- Claudia Black : Ann Evans
- Dylan McTee : Wyatt Long
- Jason Behr : Tripp Manes
- Justina Adorno : Steph
- Cassandra Jean Amell : Louise Truman
- Kayla Ewell : Nora Truman

## Liste des épisodes[2]

### Épisode 1:Stay (I Missed You)
- États-Unis /  Canada : 16 mars 2020

Après quelques années d'absence, Liz Ortecho revient à contrecœur dans sa ville natale : Roswell.
Max Evans, son amour de jeunesse, met en péril sa vie en utilisant ses pouvoirs pour sauver celle de Liz.

### Épisode 2:Ladies and Gentlemen We Are Floating in Space
- États-Unis /  Canada : 23 mars 2020

### Épisode 3:Good Mother
- États-Unis /  Canada : 30 mars 2020

### Épisode 4:What If God Was One of Us?
- États-Unis /  Canada : 6 avril 2020

### Épisode 5:I'll Stand By You
- États-Unis /  Canada : 13 avril 2020

### Épisode 6:Sex and Candy
- États-Unis /  Canada : 20 avril 2020

### Épisode 7:Como La Flor
- États-Unis /  Canada : 27 avril 2020

### Épisode 8:Say It Ain't So
- États-Unis /  Canada : 4 mai 2020

### Épisode 9:The Diner
- États-Unis /  Canada : 11 mai 2020

### Épisode 10:American Woman
- États-Unis /  Canada : 18 mai 2020

### Épisode 11:Linger
- États-Unis /  Canada : 1er juin 2020

### Épisode 12:Crash Into Me
- États-Unis /  Canada : 8 juin 2020

### Épisode 13:MrJones
- États-Unis /  Canada : 15 juin 2020